# Oleg Ogorodov
Oleg Ogorodov ((em usbeque:  Олег Огородов): Tashkent, 16 de julho de 1972) é um ex-tenista profissional uzbeque.